# Osečenica
Osečenica (en serbe cyrillique : Осеченица) est un village de Serbie situé dans la municipalité de Mionica, district de Kolubara. Au recensement de 2011, il comptait 707 habitants.

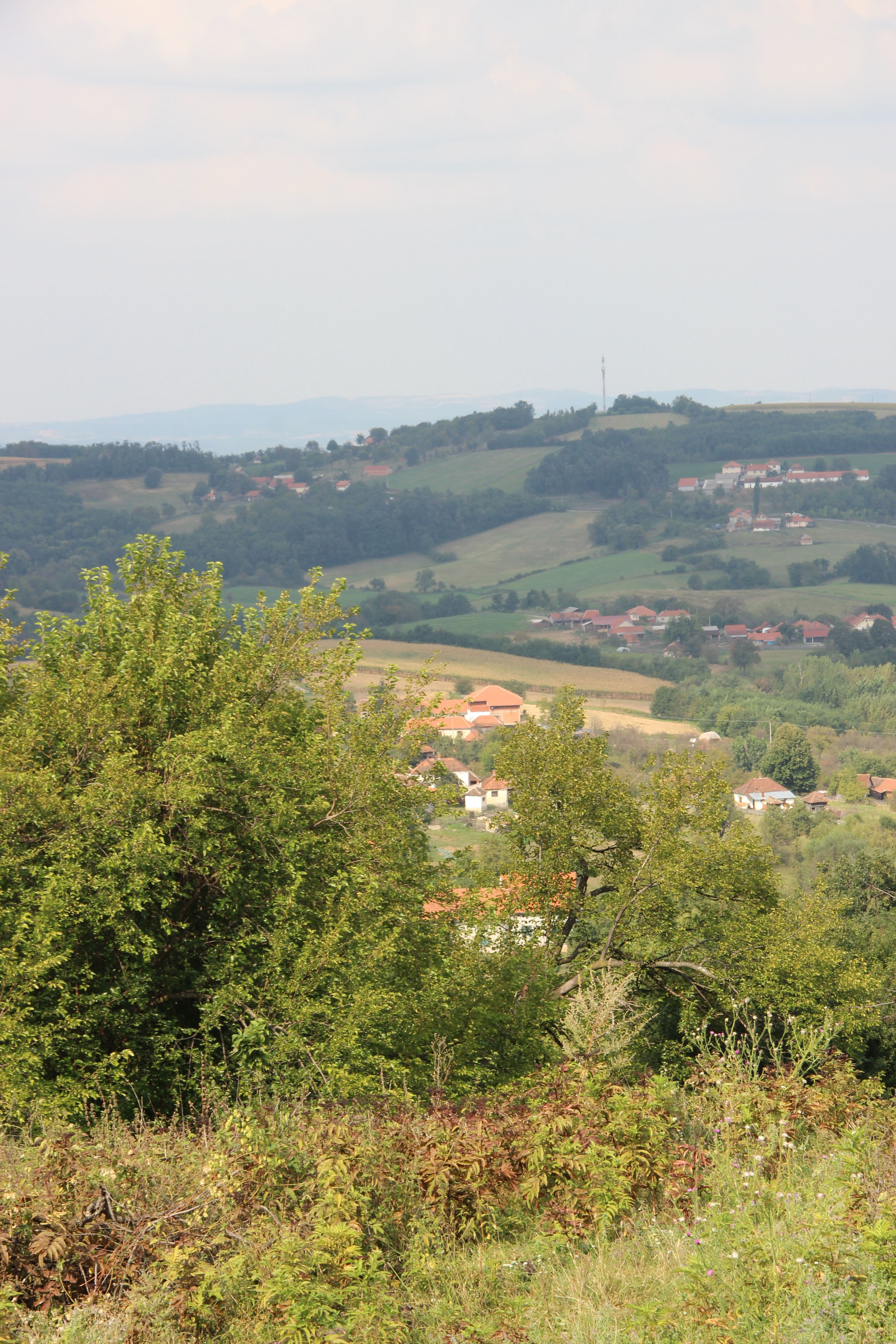
Osečenica - panorama
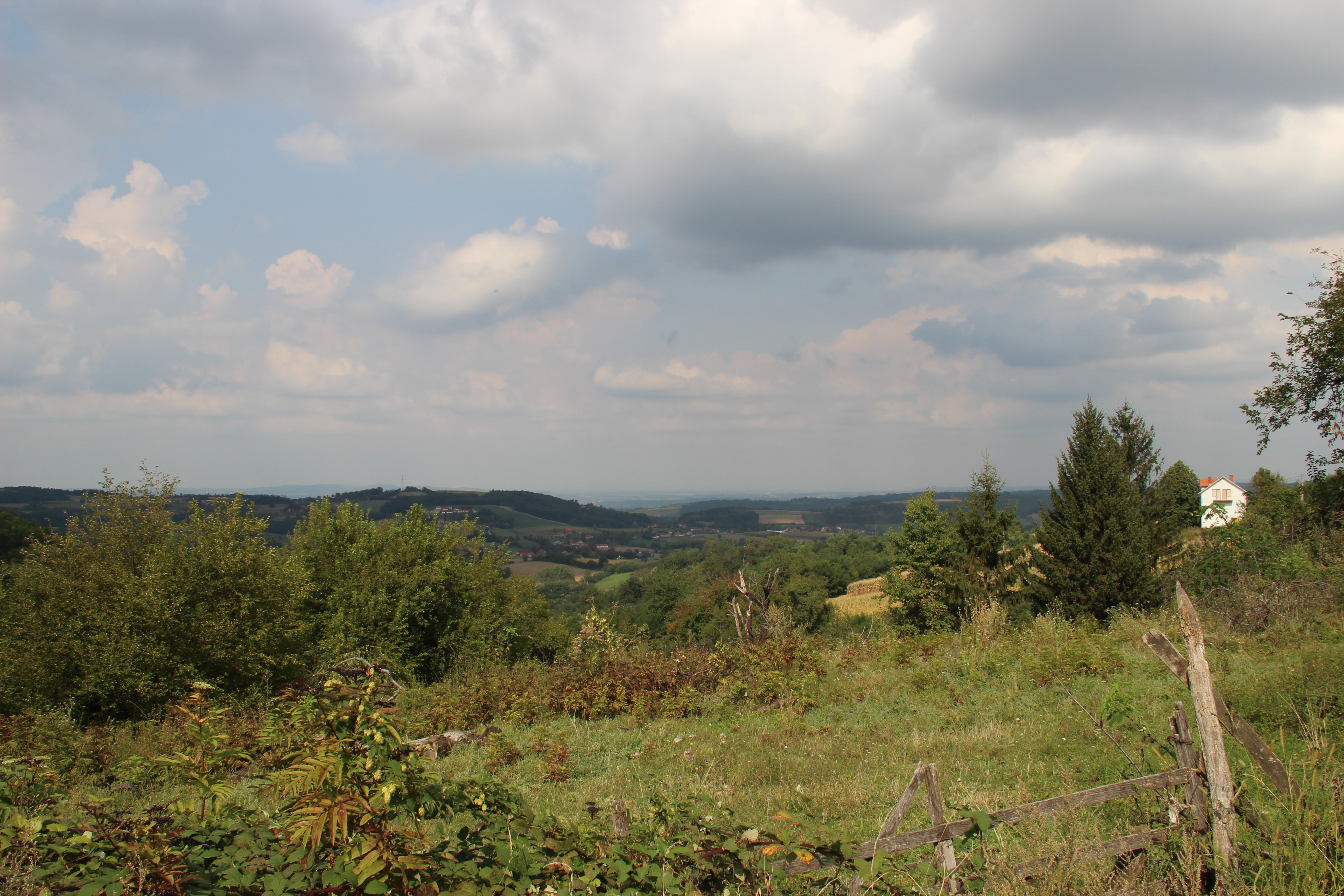
Osečenica - panorama
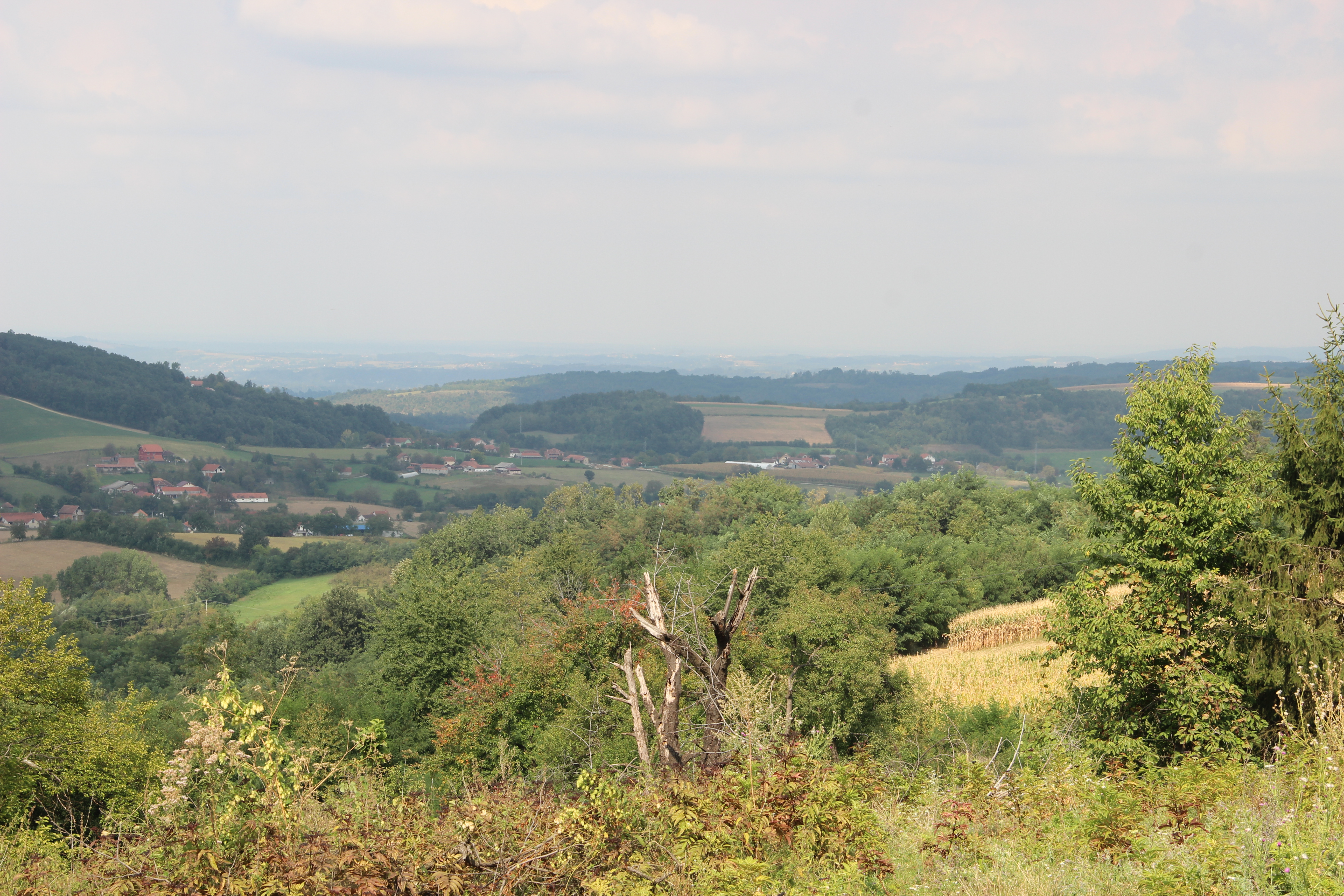
Osečenica - panorama
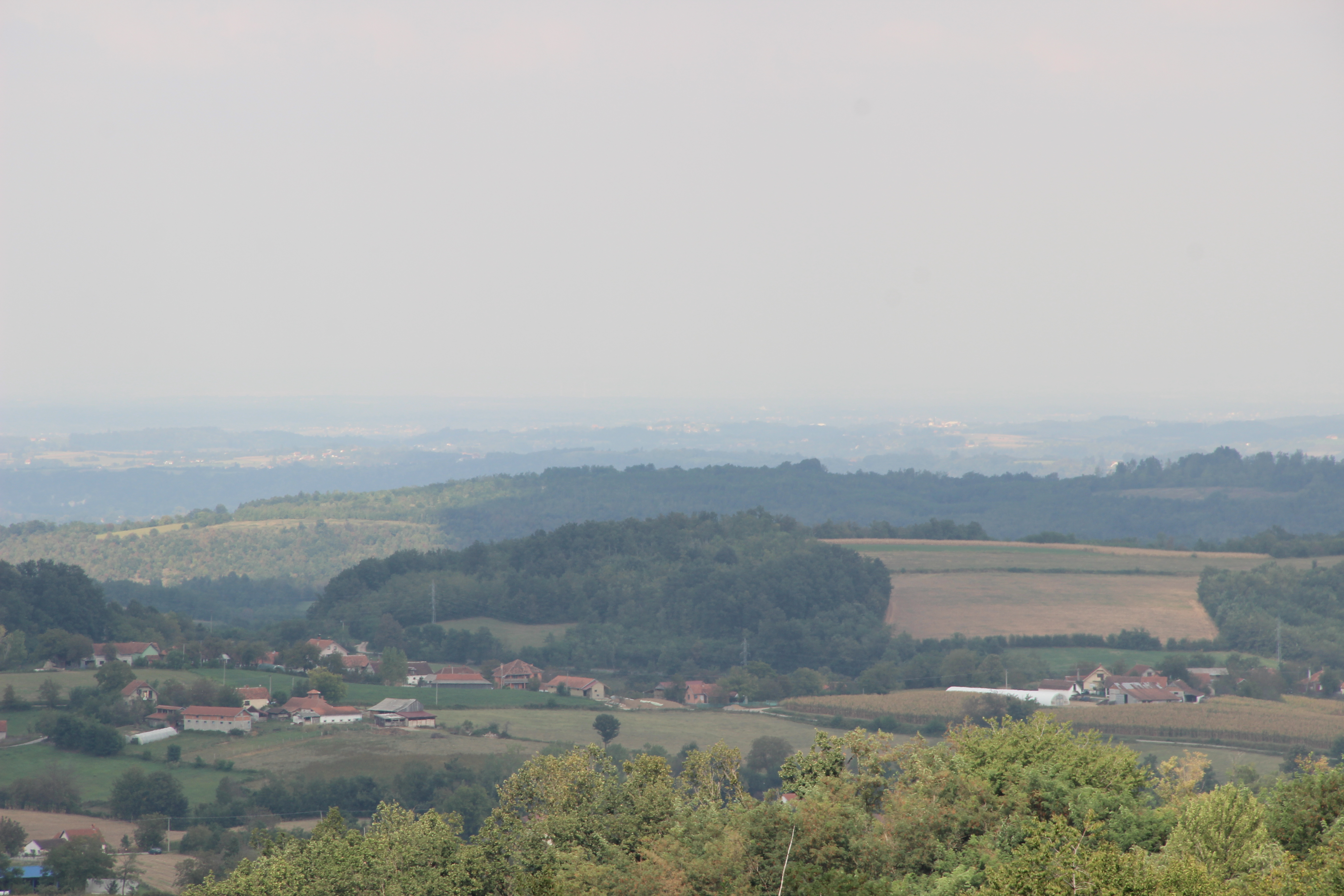
Osečenica - panorama
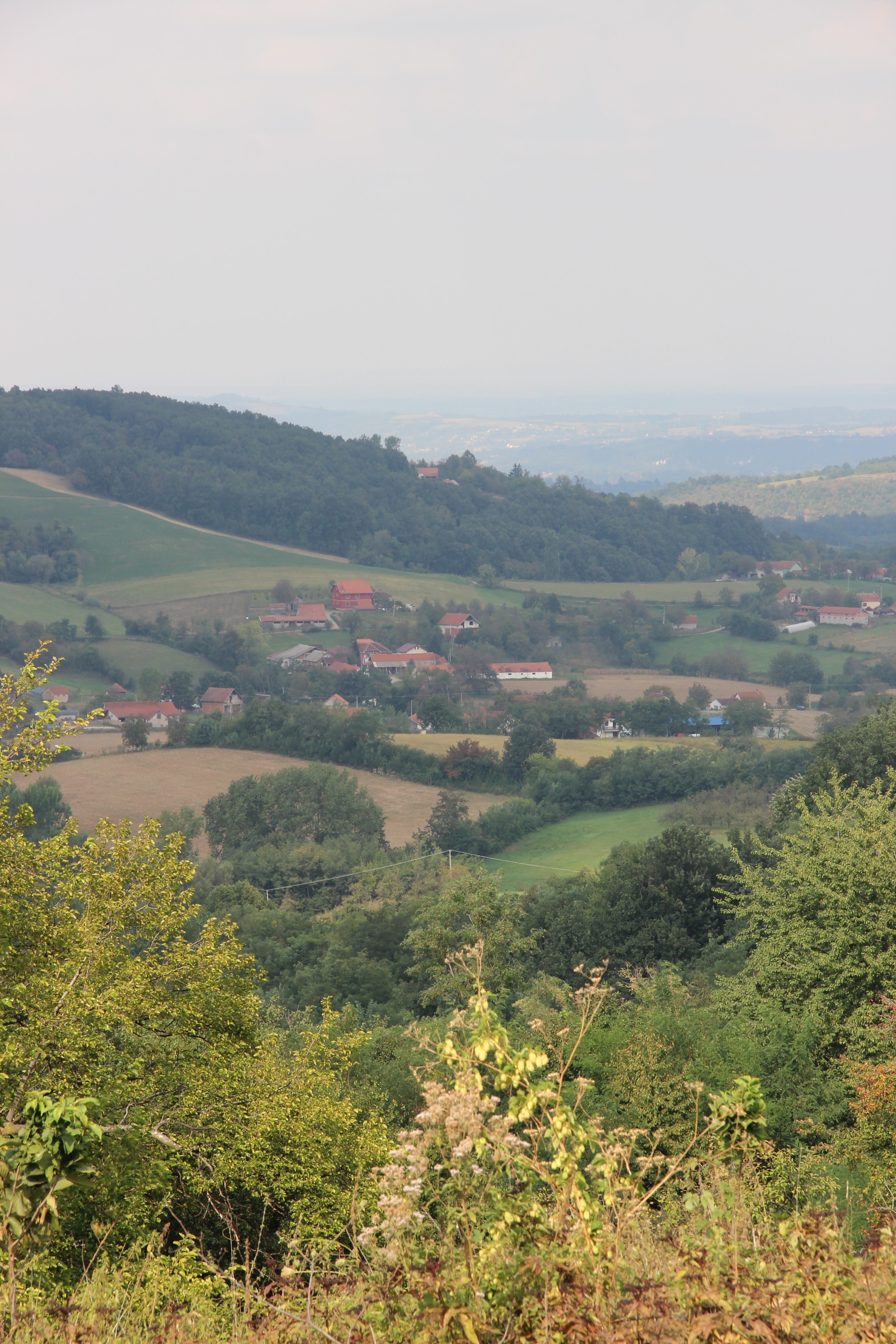
Osečenica - panorama
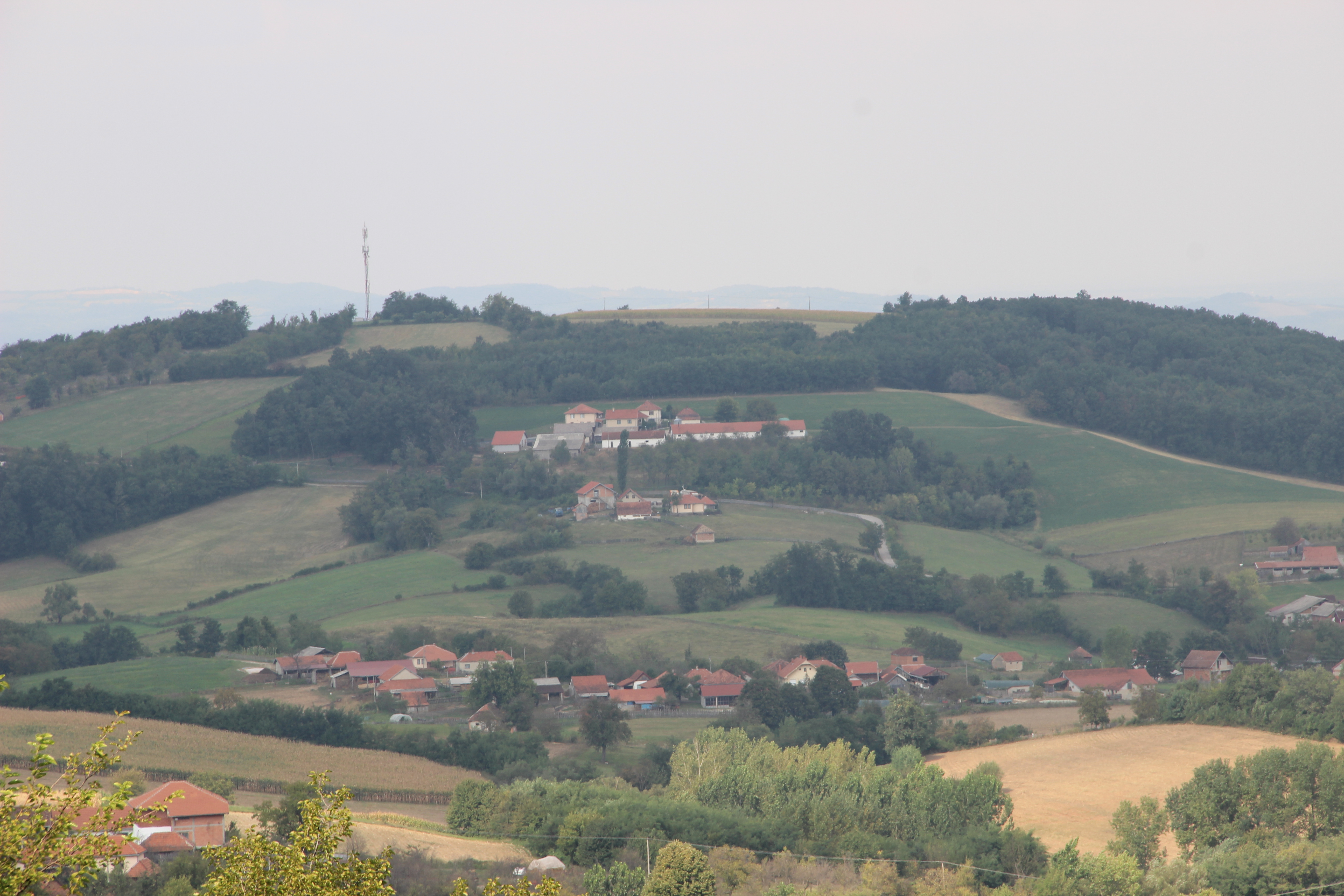
Osečenica - panorama

## Démographie

### Évolution historique de la population
| 1948  | 1953  | 1961  | 1971  | 1981  | 1991 | 2002 | 2011 |
| ----- | ----- | ----- | ----- | ----- | ---- | ---- | ---- |
| 1 340 | 1 406 | 1 357 | 1 201 | 1 083 | 932  | 795  | 707  |

|  |